# Grupo Patrimonio
Grupo Patrimonio és un grup d'empreses públiques. L'altre grup és la Societat Estatal de Participacions Industrials.
El marc legal que el regula són la Llei de Patrimoni de l'Estat (Reial Decret 1022/1964, de 15 d'abril), el Reglament (Decret 3588/1964, de 5 de novembre) i el Text Refòs de la Llei General Pressupostària 1091/1988, de 23 de setembre.